# تاریخ لیبی در دوران معمر قذافی

پرچم سبز جماهیری عربی لیبی

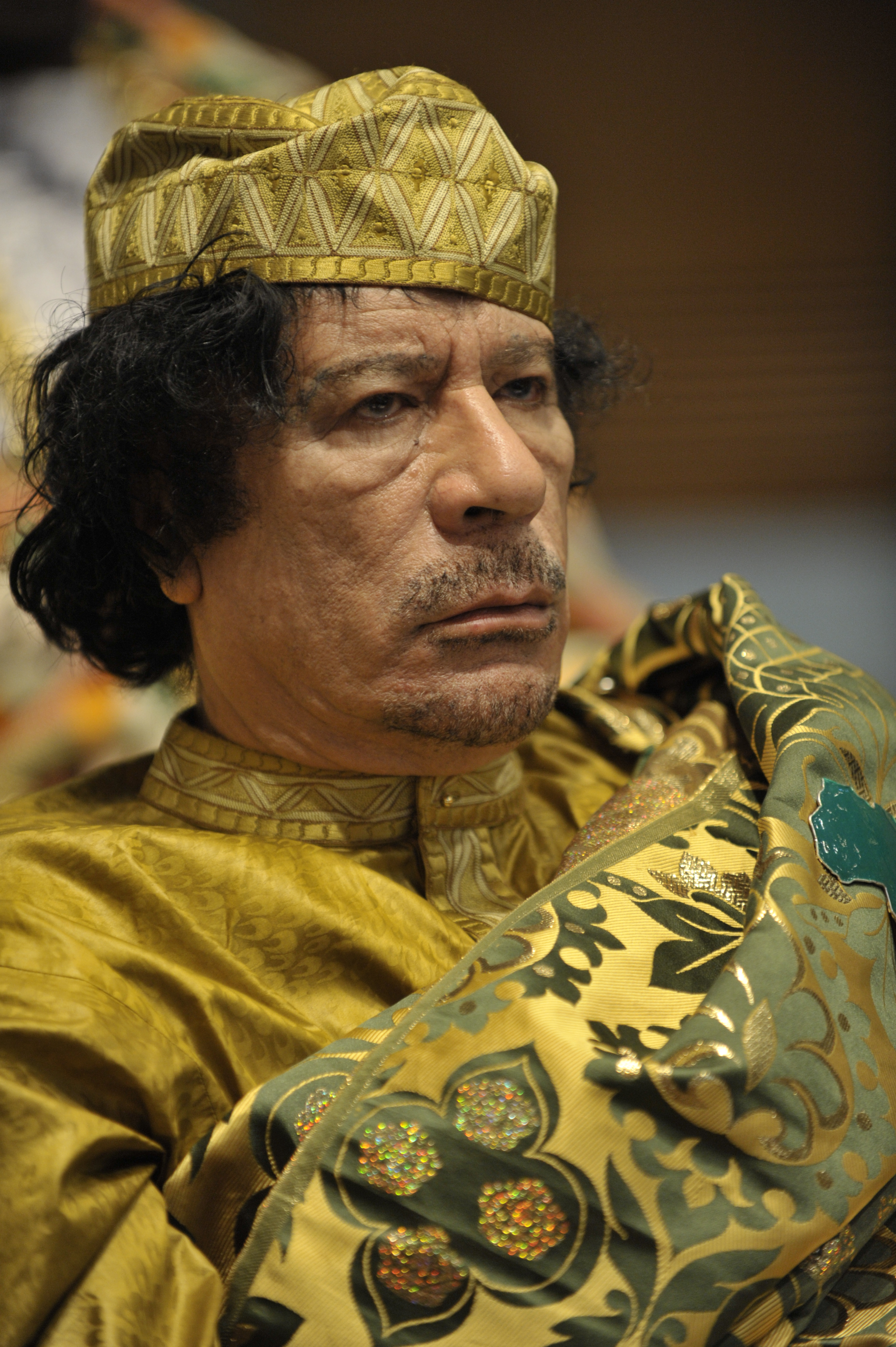
معمر قذافی در نشست سران اتحادیه آفریقا، آدیس آبابا، ۲ فوریه ۲۰۰۹

معمر قذافی در ۱ سپتامبر ۱۹۶۹ پس از رهبری گروهی از افسران جوان ارتش لیبی علیه پادشاه ادریس در انقلاب ۱۹۶۹ لیبی، رهبر دفاکتو لیبی شد. بعد از فرار پادشاه ادریس از کشور، شورای فرماندهی انقلاب به ریاست قذافی ، سلطنت و قانون اساسی قدیمی را لغو کرد و جمهوری عربی لیبی را با شعار «آزادی، سوسیالیسم، اتحاد» درست کرد. نام لیبی در دوران رهبری معمر قذافی سه بار تغییر کرد. از سال ۱۹۶۹ تا ۱۹۷۷، نام جمهوری عربی لیبی بود. در سال۱۹۷۷، نام به جماهیری عربی خلق سوسیالیستی لیبی تغییر یافت. پس از بمباران ایالات متحده در آن سال نیز این کشور مجدداً در سال ۱۹۸۶ به نام جماهیری عربی خلق سوسیالیستی عظمای لیبی تغییر نام داد. نظریه سوم جهانی اصطلاحی بود که قذافی ابداع کرد، که معمولاً به عنوان «دولت توده ها» ترجمه می‌شود.
پس از به قدرت رسیدن، دولت شورای فرماندهی انقلاب روندی را برای هدایت بودجه به سمت ارائه آموزش، مراقبت‌های بهداشتی و مسکن برای همه آغاز کرد. آموزش عمومی در کشور رایگان و آموزش ابتدایی برای هر دو جنس اجباری شد. مراقبت‌های پزشکی بدون هیچ هزینه‌ای در دسترس عموم قرار گرفت، اما تأمین مسکن برای همه وظیفه‌ای بود که شورای فرماندهی انقلاب قادر به انجام آن نبود. در زمان قذافی، درآمد سرانه در این کشور به بیش از ۱۱٬۰۰۰ دلار آمریکا رسید که نفر پنجم بالاترین در آفریقا است. افزایش رفاه با یک سیاست خارجی بحث‌برانگیز بود ولی با افزایش سرکوب سیاسی داخلی همراه بود.
در طول دهه‌های ۱۹۸۰ و ۱۹۹۰، معمر قذافی، در اتحاد با بلوک شرق و کوبا به رهبری فیدل کاسترو، آشکارا از جنبش‌های شورشی مانند کنگره ملی آفریقا به رهبری نلسون ماندلا، سازمان آزادی‌بخش فلسطین به رهبری یاسر عرفات، ارتش موقت جمهوری‌خواه ایرلند و جبهه پولیساریو حمایت کرد. دولت قذافی یا شناخته شده بود یا مظنون به مشارکت یا کمک به حملات این نیروها و سایر نیروهای نیابتی بود. علاوه بر این، قذافی چندین حمله به کشورهای همسایه در آفریقا، به ویژه منازعه چاد و لیبی در دهه‌های ۱۹۷۰ و ۱۹۸۰ انجام داد. همه اقدامات او منجر به بدتر شدن روابط خارجی لیبی با چندین کشور، عمدتاً جهان غرب و در بمباران لیبی توسط ایالات متحده در سال ۱۹۸۶ به اوج خود رسید. قذافی با اشاره به لزوم حمایت از جنبش‌های ضد امپریالیستی و ضد استعمارگری در سراسر جهان از اقدامات دولت خود دفاع کرد. قابل ذکر است که قذافی از جنبش‌های حقوق مدنی و سیاسی، ضد صهیونیستی، پان عربیسم، پان آفریقاییست، از عرب‌ها و سیاهپوستان حمایت می‌کرد. رفتار قذافی که اغلب عجیب بود باعث شد برخی از خارجی‌ها به این نتیجه برسند که وی دیوانه است، ادعایی که مقامات لیبی و دیگر ناظران نزدیک به قذافی با آن مخالفت کردند. علی‌رغم دریافت کمک‌های گسترده و کمک‌های فنی از سوی اتحاد جماهیر شوروی و متحدانش، قذافی روابط نزدیک خود را با دولت‌های طرفدار آمریکا در اروپای غربی حفظ کرد، که عمدتاً از طریق جلب مشارکت شرکت‌های نفتی غربی با وعده‌های دسترسی به بخش انرژی پر سود لیبی بود. پس از حملات ۱۱ سپتامبر، روابط تیره بین لیبی و کشورهای ناتو بیشتر عادی شد و تحریم‌ها علیه این کشور در ازای خلع سلاح هسته‌ای کاهش یافت.
در اوایل سال ۲۰۱۱، اولین جنگ داخلی لیبی در چارچوب گسترده‌تر بهار عربی آغاز شد. نیروهای شورشی ضد قذافی در فوریه ۲۰۱۱ کمیسیونی به نام شورای ملی انتقالی لیبی را تشکیل دادند تا به عنوان یک دولت موقت در مناطق تحت کنترل شورشیان عمل کند. پس از کشتار توسط نیروهای دولتی علاوه بر کشتار توسط نیروهای شورشی، یک مداخله نظامی به رهبری نیروهای ناتو در ماه مارس در حمایت از شورشیان مداخله کرد. دیوان کیفری بین‌المللی در ژوئن ۲۰۱۱ حکم بازداشت قذافی و اطرافیانش را صادر کرد. معمر قذافی در پی نبرد طرابلس به دست نیروهای شورشی در ماه اوت سرنگون شد، اگرچه مقاومت نیروهای حامی دولت قذافی تا دو ماه دیگر ادامه یافت، به ویژه در شهر زادگاه قذافی، سرت، که وی آن را پایتخت جدید اعلام کرد. سقوط آخرین سایت‌های باقی‌مانده در سرت تحت کنترل حامی‌های قذافی در ۲۰ اکتبر ۲۰۱۱، و به دنبال آن کشته شدن قذافی، پایان جماهیری عربی خلق سوسیالیستی عظمای لیبی را نشان داد.

## یادداشت
۱. عنوان کامل A «رهبر برادر و راهنمای انقلاب بزرگ اول سپتامبر جماهیری عربی خلق سوسیالیستی عظمای لیبی» بود.